# Naissance en 1041
Naissance
- 1037
- 1038
- 1039
- 1040
- 1041
- 1042
- 1043
- 1044
- 1045

Cette page dresse une liste de personnalités nées au cours de l'année 1041 :
- Harald III de Danemark, roi du Danemark.
- Kyanzittha, roi de Pagan.
- Ōe no Masafusa, poète, érudit et courtisan kugyō japonais.